# 云路镇
云路镇，是中华人民共和国广东省揭阳市揭东区下辖的一个乡镇级行政单位。

## 行政区划
云路镇下辖以下地区：
云路社区、北洋村、赵埔村、中厦村、棋盘村、军田村、洪住村、梅坛村、古湖村、下径村、象岗村、云七村、田东村、陇上村、永和村、老桃村、新桃村、西洋村、翁洋村、东后村和月浦村。